# われらの日本
「新憲法施行記念国民歌 われらの日本」（しんけんぽうしこうきねんこくみんか われらのにほん）は、1947年（昭和22年）の日本国憲法施行を記念して憲法普及会が選定した国民歌である。作詞・土岐善麿、作曲・信時潔。

## 解説
1946年（昭和21年）11月3日に公布された日本国憲法の理念普及活動の一環として憲法普及会が「憲法音頭」と併せて選定した楽曲である。この際、第二次世界大戦期に戦意高揚のプロパガンダとして演奏されていた軍歌や一部の県民歌（初代「山口県民歌」、熊本県の「菊池盡忠の歌」など）、市町村歌に対しては演奏禁止命令が下されるが、戦前（大日本帝国の時代）から慣習的に国歌とされていた「君が代」は占領開始時こそ禁止対象とされたが日本側の要望を受けて1年ほどで緩和された。
しかし、GHQの禁止措置は緩和されたものの民間では「君が代」の天皇賛美は新憲法の国民主権と相容れないのではないかとの批判もあり、自治体や教育現場では演奏自粛の措置が取られることも珍しくなかった。これと同時期に憲法普及会が新憲法の理念を一般国民に普及する活動の一環として、将来的な国歌への採用も視野に入れ「憲法音頭」と共に選定された国民歌が「われらの日本」である。作詞は国語学者の土岐善麿、作曲は東京音楽学校講師の信時潔にそれぞれ依頼され、1947年（昭和22年）5月3日に皇居前広場で政府が主催した「日本国憲法施行記念式典」では公布記念式典から一転して「君が代」は演奏されず東京・武蔵野・国立の3音楽学校生徒らが合唱する「われらの日本」が代用曲として演奏された。
憲法施行記念式典で演奏された後、5月8日からはNHK『ラジオ歌謡』の1曲に取り上げられた。事実上の前身番組である戦前の『国民歌謡』において“準国歌”と言われるほど普及した「海行かば」を筆頭に信時潔が作曲した楽曲が頻繁に取り上げられていたのに対して『ラジオ歌謡』で取り上げられた信時の楽曲は「われらの日本」と1951年（昭和26年）の「吹雪の道」（作詞：白鳥省吾）の2曲のみとなっている。SPレコードは「憲法音頭」との両A面扱いでビクターレコード（現在のJVCケンウッド・ビクターエンタテインメント）が柴田睦陸の歌唱吹込みにより制作し、日本蓄音機商会（現在の日本コロムビア）が製造（プレス）を行う異例の形で作成されたが現存枚数は非常に少なく、長野県中野市の中山晋平記念館に展示されているものなど数点しか確認されていない。2007年（平成19年）、平凡社が発売したCD6枚組『SP音源復刻盤 信時潔作品集成』では戦後の代表曲としてディスク6のトラック16に収録された。
「われらの日本」の旋律は2015年（平成27年）12月31日に著作権の保護期間を満了している。